# 青森県第2区
青森県第2区（あおもりけんだい2く）は、日本の衆議院議員総選挙における選挙区。1994年（平成6年）の公職選挙法改正で設置。

## 区域

### 現在の区域
2017年（平成29年）公職選挙法改正以降の区域は以下のとおりである。
- 八戸市
- 十和田市
- 三沢市
- 上北郡
  - 七戸町
  - 六戸町
  - 東北町
  - おいらせ町
- 三戸郡

### 2013年から2017年までの区域
2013年（平成25年）公職選挙法改正から2017年の小選挙区改定までの区域は以下のとおりである。（旧区域2）
- 十和田市
- 三沢市
- むつ市
- 上北郡
- 下北郡
- 三戸郡
  - 五戸町

### 2013年以前の区域
1994年（平成6年）公職選挙法改正から2013年の小選挙区改定までの区域は以下のとおりである。（旧区域1）
- 十和田市
- 三沢市
- むつ市
- 上北郡
- 下北郡

## 歴史
中選挙区の青森1区時代は、県都青森市を抱える現1区選出の津島雄二、3区（当時、後に2区に再編）の「八戸戦争」に代表される田名部匡省・大島理森に、他1名の4名が選出されていたが、二北地区（上北[上十三]・下北）からの立候補はほぼなかった。そのため、小選挙区制になってからは自民系の江渡聡徳と新進系の三村申吾の争いとなる。1996年の第41回は765票差で江渡が、2000年の第42回は三村が6,220票差でそれぞれ勝利したがいずれも激戦であった。2003年の第43回衆議院議員総選挙では江渡が返り咲き、2005年の第44回衆議院議員総選挙では江渡が再選された。自民党が惨敗した2009年の第45回衆議院議員総選挙でも、江渡が民主党の中野渡詔子を下し、連続当選した（中野渡も比例復活）。
2012年の第46回衆議院議員総選挙、2014年の第47回衆議院議員総選挙ではそれぞれ江渡が次点以下の比例復活を許さず、大差を付けて当選した。
第48回衆議院議員総選挙からは区割りが大きく変更され、旧2区からむつ市・下北郡が除外され（1区に移動）、旧3区だった八戸市・三戸郡を含めることになった。江渡は1区へ転じ、旧3区を地盤にしていた衆議院議長（当時）の大島理森が希望の党の工藤武司らを破り12選を果たした。
第49回衆議院議員総選挙では大島が引退し、後継候補として立候補した神田潤一が野党候補を大差で下し初当選を果たし、第50回衆議院議員総選挙でも神田は自民党の裏金問題の逆風の中で他候補の比例復活を許さず完勝した。

## 小選挙区選出議員
| 選挙名                 | 年                 | 当選者   | 党派       | 備考    |
| ---------------------- | ------------------ | -------- | ---------- | ------- |
| 第41回衆議院議員総選挙 | 1996年（平成8年）  | 江渡聡徳 | 自由民主党 | 旧区域1 |
| 第42回衆議院議員総選挙 | 2000年（平成12年） | 三村申吾 | 無所属の会 | 旧区域1 |
| 第43回衆議院議員総選挙 | 2003年（平成15年） | 江渡聡徳 | 自由民主党 | 旧区域1 |
| 第44回衆議院議員総選挙 | 2005年（平成17年） | 江渡聡徳 | 自由民主党 | 旧区域1 |
| 第45回衆議院議員総選挙 | 2009年（平成21年） | 江渡聡徳 | 自由民主党 | 旧区域1 |
| 第46回衆議院議員総選挙 | 2012年（平成24年） | 江渡聡徳 | 自由民主党 | 旧区域1 |
| 第47回衆議院議員総選挙 | 2014年（平成26年） | 江渡聡徳 | 自由民主党 | 旧区域2 |
| 第48回衆議院議員総選挙 | 2017年（平成29年） | 大島理森 | 自由民主党 |         |
| 第49回衆議院議員総選挙 | 2021年（令和3年）  | 神田潤一 | 自由民主党 |         |
| 第50回衆議院議員総選挙 | 2024年（令和6年）  | 神田潤一 | 自由民主党 |         |

## 選挙結果
時の内閣：第1次石破内閣 解散日：2024年10月9日 公示日：2024年10月15日
当日有権者数：37万5700人 最終投票率：49.40%（前回比：4.16%） （全国投票率：53.85%（2.08%））
| 当落 | 候補者名 | 年齢 | 所属党派   | 新旧 | 得票数   | 得票率 | 惜敗率 | 推薦・支持             | 重複 |
| ---- | -------- | ---- | ---------- | ---- | -------- | ------ | ------ | ---------------------- | ---- |
| 当   | 神田潤一 | 54   | 自由民主党 | 前   | 82,784票 | 45.38% | ――     | 公明党推薦             | ○    |
|      | 松尾和彦 | 61   | 無所属     | 新   | 56,674票 | 31.07% | 68.46% | 立憲民主党青森県連推薦 | ×    |
|      | 金濱亨   | 36   | 国民民主党 | 新   | 33,569票 | 18.40% | 40.55% |                        | ○    |
|      | 久保将   | 70   | 日本共産党 | 新   | 9,397票  | 5.15%  | 11.35% |                        |      |

時の内閣：第1次岸田内閣 解散日：2021年10月14日 公示日：2021年10月19日
当日有権者数：38万9510人 最終投票率：53.56%（前回比：0.96%） （全国投票率：55.93%（2.25%））
| 当落 | 候補者名 | 年齢 | 所属党派   | 新旧 | 得票数    | 得票率 | 惜敗率 | 推薦・支持 | 重複 |
| ---- | -------- | ---- | ---------- | ---- | --------- | ------ | ------ | ---------- | ---- |
| 当   | 神田潤一 | 51   | 自由民主党 | 新   | 126,137票 | 61.53% | ――     | 公明党推薦 | ○    |
|      | 高畑紀子 | 58   | 立憲民主党 | 新   | 65,909票  | 32.15% | 52.25% |            | ○    |
|      | 田端深雪 | 64   | 日本共産党 | 新   | 12,966票  | 6.32%  | 10.28% |            |      |

- 高畑・田端は2023年の青森県議会議員選挙（八戸市選挙区）に立候補し当選。

時の内閣：第3次安倍第3次改造内閣 解散日：2017年9月28日 公示日：2017年10月10日
当日有権者数：40万3329人 最終投票率：52.60%（前回比：3.38%） （全国投票率：53.68%（1.02%））
| 当落 | 候補者名   | 年齢 | 所属党派   | 新旧 | 得票数    | 得票率 | 惜敗率 | 推薦・支持 | 重複 |
| ---- | ---------- | ---- | ---------- | ---- | --------- | ------ | ------ | ---------- | ---- |
| 当   | 大島理森   | 71   | 自由民主党 | 前   | 133,545票 | 64.03% | ――     | 公明党推薦 | ○    |
|      | 工藤武司   | 45   | 希望の党   | 新   | 56,011票  | 26.86% | 41.94% |            | ○    |
|      | 奥本菜保巳 | 57   | 日本共産党 | 新   | 19,004票  | 9.11%  | 14.23% |            |      |

時の内閣：第2次安倍改造内閣 解散日：2014年11月21日 公示日：2014年12月2日
当日有権者数：25万2014人 最終投票率：49.22%（前回比：4.94%） （全国投票率：52.66%（6.66%））
| 当落 | 候補者名   | 年齢 | 所属党派   | 新旧 | 得票数   | 得票率 | 惜敗率 | 推薦・支持 | 重複 |
| ---- | ---------- | ---- | ---------- | ---- | -------- | ------ | ------ | ---------- | ---- |
| 当   | 江渡聡徳   | 59   | 自由民主党 | 前   | 81,054票 | 67.48% | ――     | 公明党推薦 | ○    |
|      | 中野渡詔子 | 44   | 維新の党   | 元   | 28,282票 | 23.55% | 34.89% |            | ○    |
|      | 小笠原良子 | 65   | 日本共産党 | 新   | 10,775票 | 8.97%  | 13.29% |            |      |

時の内閣：野田第3次改造内閣 解散日：2012年11月16日 公示日：2012年12月4日
当日有権者数：23万9623人 最終投票率：54.16%（前回比：13.17%） （全国投票率：59.32%（9.96%））
| 当落 | 候補者名   | 年齢 | 所属党派     | 新旧 | 得票数   | 得票率 | 惜敗率 | 推薦・支持 | 重複 |
| ---- | ---------- | ---- | ------------ | ---- | -------- | ------ | ------ | ---------- | ---- |
| 当   | 江渡聡徳   | 57   | 自由民主党   | 前   | 81,937票 | 65.22% | ――     |            | ○    |
|      | 中村友信   | 57   | 民主党       | 新   | 18,836票 | 14.99% | 22.99% |            | ○    |
|      | 中野渡詔子 | 42   | 日本未来の党 | 前   | 18,180票 | 14.47% | 22.19% |            | ○    |
|      | 小笠原良子 | 63   | 日本共産党   | 新   | 6,683票  | 5.32%  | 8.16%  |            |      |

時の内閣：麻生内閣 解散日：2009年7月21日 公示日：2009年8月18日
当日有権者数：24万2488人 最終投票率：67.33%（前回比：4.04%） （全国投票率：69.28%（1.77%））
| 当落 | 候補者名   | 年齢 | 所属党派   | 新旧 | 得票数   | 得票率 | 惜敗率 | 推薦・支持 | 重複 |
| ---- | ---------- | ---- | ---------- | ---- | -------- | ------ | ------ | ---------- | ---- |
| 当   | 江渡聡徳   | 53   | 自由民主党 | 前   | 86,654票 | 54.01% | ――     |            | ○    |
| 比当 | 中野渡詔子 | 38   | 民主党     | 新   | 64,334票 | 40.10% | 74.24% |            | ○    |
|      | 熊谷ヒサ子 | 61   | 無所属     | 新   | 7,164票  | 4.47%  | 8.27%  |            | ×    |
|      | 森光浄     | 59   | 幸福実現党 | 新   | 2,288票  | 1.43%  | 2.64%  |            |      |

時の内閣：第2次小泉改造内閣 解散日：2005年8月8日 公示日：2005年8月30日
当日有権者数：24万8301人 最終投票率：63.29%（前回比：9.23%） （全国投票率：67.51%（7.65%））
| 当落 | 候補者名   | 年齢 | 所属党派   | 新旧 | 得票数   | 得票率 | 惜敗率 | 推薦・支持 | 重複 |
| ---- | ---------- | ---- | ---------- | ---- | -------- | ------ | ------ | ---------- | ---- |
| 当   | 江渡聡徳   | 49   | 自由民主党 | 前   | 89,887票 | 58.26% | ――     |            | ○    |
|      | 中村友信   | 50   | 民主党     | 新   | 46,124票 | 29.90% | 51.31% |            | ○    |
|      | 木下千代治 | 72   | 社会民主党 | 新   | 13,327票 | 8.64%  | 14.83% |            | ○    |
|      | 市川俊光   | 46   | 日本共産党 | 新   | 4,941票  | 3.20%  | 5.50%  |            |      |

時の内閣：第1次小泉第2次改造内閣 解散日：2003年10月10日 公示日：2003年10月28日
当日有権者数：24万9350人 最終投票率：54.06%（前回比：16.51%） （全国投票率：59.86%（2.63%））
| 当落 | 候補者名 | 年齢 | 所属党派   | 新旧 | 得票数   | 得票率 | 惜敗率 | 推薦・支持 | 重複 |
| ---- | -------- | ---- | ---------- | ---- | -------- | ------ | ------ | ---------- | ---- |
| 当   | 江渡聡徳 | 48   | 自由民主党 | 元   | 96,784票 | 75.07% | ――     |            | ○    |
|      | 斉藤孝一 | 64   | 社会民主党 | 新   | 21,537票 | 16.70% | 22.25% |            | ○    |
|      | 工藤祥子 | 56   | 日本共産党 | 新   | 10,605票 | 8.23%  | 10.96% |            |      |

時の内閣：第1次森内閣 解散日：2000年6月2日 公示日：2000年6月13日
当日有権者数：24万5982人 最終投票率：70.57%（前回比：6.08%） （全国投票率：62.49%（2.84%））
| 当落 | 候補者名   | 年齢 | 所属党派   | 新旧 | 得票数   | 得票率 | 惜敗率 | 推薦・支持 | 重複 |
| ---- | ---------- | ---- | ---------- | ---- | -------- | ------ | ------ | ---------- | ---- |
| 当   | 三村申吾   | 44   | 無所属の会 | 新   | 80,338票 | 46.92% | ――     |            |      |
|      | 江渡聡徳   | 44   | 自由民主党 | 前   | 74,118票 | 43.29% | 92.26% |            | ○    |
|      | 木下千代治 | 67   | 社会民主党 | 新   | 13,112票 | 7.66%  | 16.32% |            | ○    |
|      | 工藤内記   | 55   | 日本共産党 | 新   | 3,645票  | 2.13%  | 4.54%  |            |      |

- 三村は選挙後、自民党への入党を目指し所属していた無所属の会・県民協会を脱退。2003年に青森県知事選挙に出馬のため辞職し、当選。
- 木下は2001年の大畑町長選挙に無所属で立候補し当選。

時の内閣：第1次橋本内閣 解散日：1996年9月27日 公示日：1996年10月8日
当日有権者数：24万394人 最終投票率：64.49% （全国投票率：59.65%（8.11%））
| 当落 | 候補者名 | 年齢 | 所属党派   | 新旧 | 得票数   | 得票率 | 惜敗率 | 推薦・支持 | 重複 |
| ---- | -------- | ---- | ---------- | ---- | -------- | ------ | ------ | ---------- | ---- |
| 当   | 江渡聡徳 | 41   | 自由民主党 | 新   | 63,672票 | 41.86% | ――     |            | ○    |
|      | 三村申吾 | 40   | 新進党     | 新   | 62,907票 | 41.36% | 98.80% |            |      |
|      | 戸来勉   | 43   | 民主党     | 新   | 11,581票 | 7.61%  | 18.19% |            | ○    |
|      | 建部玲子 | 55   | 社会民主党 | 新   | 8,705票  | 5.72%  | 13.67% |            | ○    |
|      | 相馬和孝 | 65   | 日本共産党 | 新   | 5,235票  | 3.44%  | 8.22%  |            |      |